# 陳暐皓
陳暐皓（1999年9月24日—），原名林瑞祥，為台灣棒球選手，阿美族人，守備位置為投手。目前效力於中華職棒台鋼雄鷹。其弟弟為效力於亞利桑那響尾蛇的投手林昱珉。

## 生平
小學就讀臺東新生國小，2012年入選小馬聯盟野馬級世界少棒錦標賽，並獲得冠軍。高中就讀穀保家商，並在2017年入選U-18世界盃棒球賽。由於在高三那年受到疲勞影響，因此投球機制失靈，所以繼續就讀國立體育大學持續磨練，並和莊陳仲敖成為國立體育大學的雙王牌。
2021年，參加中華職棒選秀會結果落選。10月27日，中信兄弟與林瑞祥簽下自主培訓選手合約。
2022年8月5日，中信兄弟將林瑞祥升格為正式球員。不過在12月9日遭到釋出。
2023年3月26日，獲得新球隊台鋼雄鷹隊延攬簽下已經改名為「陳暐皓」的林瑞祥，也讓他得以延續職棒生涯。

## 職棒生涯成績
| 年度 | 球隊     | 出賽 | 先發 | 勝投 | 敗投 | 中繼 | 救援 | 完投 | 完封 | 三振 | 四死 | 責失 | 投球局數 | 自責分率 | 被上壘率 |
| ---- | -------- | ---- | ---- | ---- | ---- | ---- | ---- | ---- | ---- | ---- | ---- | ---- | -------- | -------- | -------- |
| 2024 | 台鋼雄鷹 | 37   | 0    | 2    | 1    | 4    | 0    | 0    | 0    | 29   | 15   | 14   | 34.1     | 3.67     | 1.43     |
| 合計 | 1年      | 37   | 0    | 2    | 1    | 4    | 0    | 0    | 0    | 29   | 15   | 14   | 34.1     | 3.67     | 1.43     |

## 外部連結
- 陳暐皓在台灣棒球維基館上的頁面（繁體中文）
- 陳暐皓在中華職棒官網
- 陳暐皓在Baseball-Reference.com（小聯盟以及海外聯盟）（英语）